# Эйберн, Мартин
Мартин Эйберн (англ. Martin Abern, настоящая фамилия — Абрамович, впоследствии Абрамовиц; 2 декабря 1898, Бессарабская губерния — 1949) — американский общественно-политический деятель марксистского толка, один из лидеров молодёжного коммунистического движения и основателей троцкистского движения в США.

## Биография
Мартин Эйберн (Абрамович) родился в Бессарабской губернии в бедной семье, которая в 1902 году эмигрировала в США и поселилась в Миннеаполисе. В юности вступил в молодёжное крыло Социалистической партии Америки — Социалистическую лигу молодёжи (1912), затем в саму партию (1915) и в 1916 году — в Союз индустриальных рабочих мира. Член компартии США с 1919 года, за что в следующем году был исключён из Университета Миннесоты. В 1921 году был делегатом Московского съезда Коммунистического интернационала молодёжи. В 1922 году избран в ЦИК Коммунистической лиги молодёжи США, в 1923—1928 годах — член ЦИК Коммунистической партии США.
В 1928 году Мартин Эйберн (вместе с Максом Шехтманом и Джеймсом Кэнноном) был исключён из коммунистической партии по обвинению в троцкизме и в мае того же года стал одним из организаторов левоопозиционной Коммунистической лиги Америки. В 1931—1934 годах входил в Национальный комитет этой организации. В 1934 году стал одним из основателей Рабочей партии Соединённых Штатов Америки и до 1936 года входил в её Национальный комитет, однако уже в следующем году вместе со всеми троцкистами был изгнан из её рядов.
В 1938 году был среди организаторов Социалистической рабочей партии и вошёл в её Национальный комитет. Состоял в переписке с Львом Троцким. В 1940 году вместе с Максом Шехтманом, Джеймсом Бернхемом и другими соратниками был обвинён в «мелкобуржуазной оппозиции», и на чикагском пленуме в сентябре того же года исключён из этой организации. Вместе с Шехтманом основал Рабочую партию, оставаясь её членом до конца жизни. Умер в апреле 1949 года.